# Башмачок бесстебельный
Башмачо́к бесстебе́льный (лат. Cypripedium acaule) — вид многолетних травянистых растений рода Башмачок (Cypripedium), семейства орхидных (Orchidaceae). Является символом Канадской провинции Острова Принца Эдуарда.
Изредка выращивается в качестве декоративного садового растения.

## Ботаническое описание
Растения прямостоячие, 15—61 см высотой, стебли голые.
Листья в числе 2. Отходят непосредственно от корневища, листовые пластинки от широко-эллиптических до продолговато-эллиптических, 9—30 × 2.5—15 см.
Цветки одиночные, чашелистики от красновато-коричневого до зелёного цвета; спинные чашелистики ланцетные или эллиптические, 19—52 × 5—22 мм, боковые чашелистики 17—49 × 6—25 мм, лепестки отогнутые, несколько спирально завитые, того же цвета, как лепестки, линейно- или яйцевидно-ланцетные, 24—60 × 4—17 мм.
Губы от пурпурного до белого цвета, обратнояйцевидные, 30—67 мм.
Стаминодий четырёхугольный, ромбовидный или яйцевидно-дельтовидной.
Число хромосом: 2n = 20.
Цветение: апрель — июль.
Встречается в сухих и влажных лесах, на болотах, в вересковых зарослях, на обочинах дорог, на очень кислой почве, на высотах от 0 до 1200 метров над уровнем моря.

## Ареал
Произрастает по всей западной части Северной Америки: от Джорджии почти до северного полярного круга.
Растения, как правило, очень морозостойки: до −40 °C (в Канаде).

## Местообитание
Произрастает как на сухих, так и на влажных почвах, от прибрежных степей до гор; чаще в кислотных почвах сосновых лесов.

## Замечания по охране
В Иллинойсе, Джорджии, Теннесси, а также Новой Шотландии охраняется. Снижение численности происходит из-за уничтожения среды обитания.

## В культуре
Трудный в культуре вид. Растения с повреждёнными корнями всегда погибают. Большинство пересаженных растений обычно умирают через 4—5 лет. Причины: повреждения хрупких корней, шок, неправильный подбор почвы и отсутствие нужной растению микофлоры.
Зоны морозостойкости: 2—8.
Башмачок бесстебельный предпочитает хорошо дренированные, кислые почвы.
Рекомендуется максимально полная имитация типичной среды обитания: каменистые или покрытые мхом склоны в лиственных или хвойных лесах. Почва может быть богата гумусом — например, под берёзами — но при этом должна быть хорошо дренированной. Наиболее важным является сохранение рН ниже 5. В противном случае риск грибковых заболеваний очень высок. Наиболее предпочтителен рН не выше 4,5, лучше от 4 до 3.
Некоторые авторы считают, что этот вид может успешно возделываться, при жёстком соблюдении условий. Основным условием является посадка в сильно кислые почвы. Место посадки должно быть частично затенено и хорошо дренировано, так, что вода не задерживаясь проникает сквозь корнеобитаемую зону. Если есть шанс, что вода будет течь по поверхности, рекомендуется создание препятствующего этому почвенного вала. При подготовке места посадки готовится яма 0,5 м глубиной и не менее 3/4 м в поперечнике. На этом участке можно посадить около 10 растений. Нижнюю часть ямы выстилают стеклотканью или геотекстилем, боковые стенки пластиковыми листами (для предотвращения бокового движения воды). Яма заполняется крупным кварцевым песком рН 3,0-4,5. Корневища саженцев укладывают на поверхность песка, около половины корней утапливают в песок, другая половина располагается в стороны. После чего корни и корневища засыпаются примерно 5 сантиметровым слоем частично разложившейся лесной хвойной подстилкой с соответствующей кислотностью. Полив осуществляется исключительно чистой дождевой водой без минеральных примесей. Этот вид башмачков отличается высокой засухоустойчивостью.
Предполагается, что растения выращенные из семян будут более просты в культуре.

## Грексы созданные с участием Башмачка бесстебельного
По данным The International Orchid Register, на январь 2012 года.
- January Sunshine =(Cypripedium acaule × Cypripedium parviflorum var. pubescens) RHS(O/U) 2007
- Prof. Karl Robatsch =(Cypripedium reginae × Cypripedium acaule) Raschun 2004
- Promises =(Cypripedium formosanum × Cypripedium acaule) C. Whitlow 1988

## Классификация

### Таксономия
Вид Cypripedium acaule входит в род Башмачок (Cypripedium) семейства Орхидные (Orchidaceae) порядка Спаржецветные (Asparagales).
|  |                                      |  |                                                             |                                                             |                    |  | ещё 24 семейства (согласно Системе APG II) | ещё 24 семейства (согласно Системе APG II) |                        |  |  |  | ещё около 45 видов |
|  |                                      |  |                                                             |                                                             |                    |  | ещё 24 семейства (согласно Системе APG II) | ещё 24 семейства (согласно Системе APG II) |                        |  |  |  | ещё около 45 видов |
|  |                                      |  |                                                             | порядок Спаржецветные                                       |                    |  |                                            |                                            | род Башмачок           |  |  |  |                    |
|  |                                      |  |                                                             | порядок Спаржецветные                                       |                    |  |                                            |                                            | род Башмачок           |  |  |  |                    |
|  | отдел Цветковые, или Покрытосеменные |  |                                                             |                                                             | семейство Орхидные |  |                                            |                                            | вид Cypripedium acaule |  |  |  |                    |
|  | отдел Цветковые, или Покрытосеменные |  |                                                             |                                                             | семейство Орхидные |  |                                            |                                            |                        |  |  |  |                    |
|  |                                      |  | ещё 44 порядка цветковых растений (согласно Системе APG II) | ещё 44 порядка цветковых растений (согласно Системе APG II) |                    |  |                                            | ещё около 880 родов                        | ещё около 880 родов    |  |  |  |                    |
|  |                                      |  |                                                             | ещё 44 порядка цветковых растений (согласно Системе APG II) |                    |  |                                            |                                            | ещё около 880 родов    |  |  |  |                    |